# فرودگاه آپوپکا اورلندو
فرودگاه آپوپکا اورلندو (به انگلیسی: Orlando Apopka Airport) یک فرودگاه همگانی بهره‌برداری هوایی است که یک باند فرود آسفالت دارد و طول باند آن ۹۹۱ متر است. این فرودگاه در شهر اورلندو کشور ایالات متحده آمریکا قرار دارد و در ارتفاع ۴۴ متری از سطح دریا واقع شده است.